# Pablo Teodoro Fels
Pablo Teodoro Fels (Conchillas, 8 de maio de 1891 - Buenos Aires, 22 de julho de 1969) foi um piloto argentino.
Passou à história da aviação por dois feitos memoráveis: o primeiro, em 23 de maio de 1912, enquanto era soldado, tornar-se o piloto mais jovem do mundo a obter sua licença de aviador civil; e o segundo ao bater o recorde mundial de voo sobre água, ao cruzar o Rio da Prata, em um voo de Buenos Aires a Montevidéu em 2 horas e 20 minutos, na madrugada do dia 1 de dezembro de 1912 a bordo de um Blériot XI.  
Esta façanha realizou-se à revelia de seus superiores, o que lhe rendeu uma sanção que foi imeditamente seguida de uma promoção.
Seus feitos inspiraram dois tangos, El Cabo Fels, de Pedro Sofía, e Don Teodoro, de Vicente Mazzolo.